# Cabris
Cabris ist eine französische Gemeinde im Département Alpes-Maritimes in der Region Provence-Alpes-Côte d’Azur. Sie gehört zum Arrondissement Grasse und zum Kanton Grasse-1.

## Geografie
Die Ortschaft liegt 48 Kilometer von Nizza, 30 Kilometer von Cannes und sieben Kilometer von Grasse entfernt im Regionalen Naturpark Préalpes d’Azur. Die angrenzenden Gemeinden sind Saint-Vallier-de-Thiey im Norden, Grasse im Osten, Peymeinade im Süden und Spéracèdes im Westen. Cabris wird durch Autobuslinien des Konzessionärs Sillages bedient.

## Geschichte
1868 wurde Peymeinade aus Cabris herausgelöst und daraus eine eigenständige Gemeinde gebildet.

### Bevölkerungsentwicklung
| Jahr      | 1962 | 1968 | 1975 | 1982 | 1990 | 1999 | 2008 | 2017 |
| --------- | ---- | ---- | ---- | ---- | ---- | ---- | ---- | ---- |
| Einwohner | 489  | 658  | 770  | 1131 | 1307 | 1472 | 1456 | 1324 |

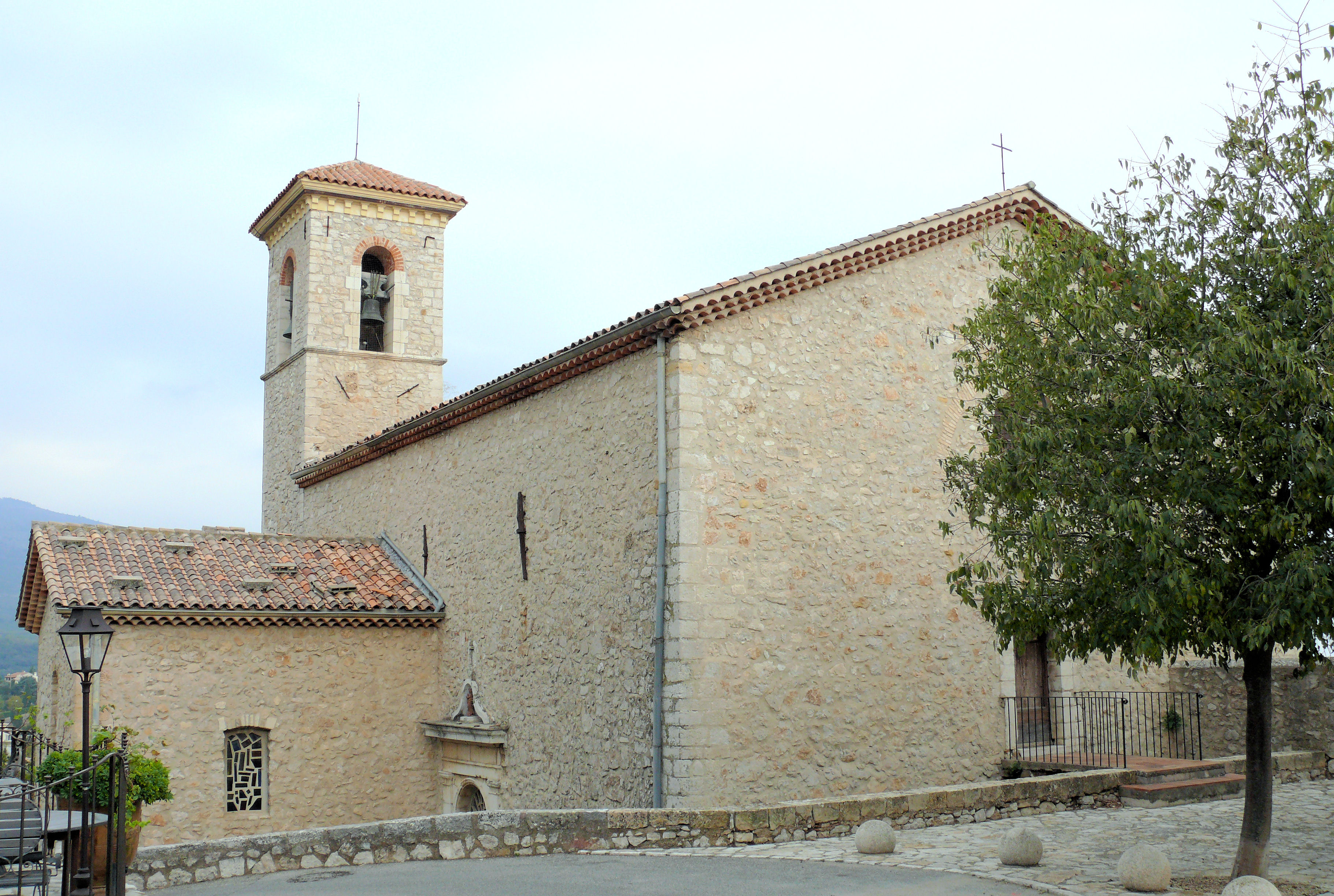
Kirche Notre-Dame-de-l’Assomption
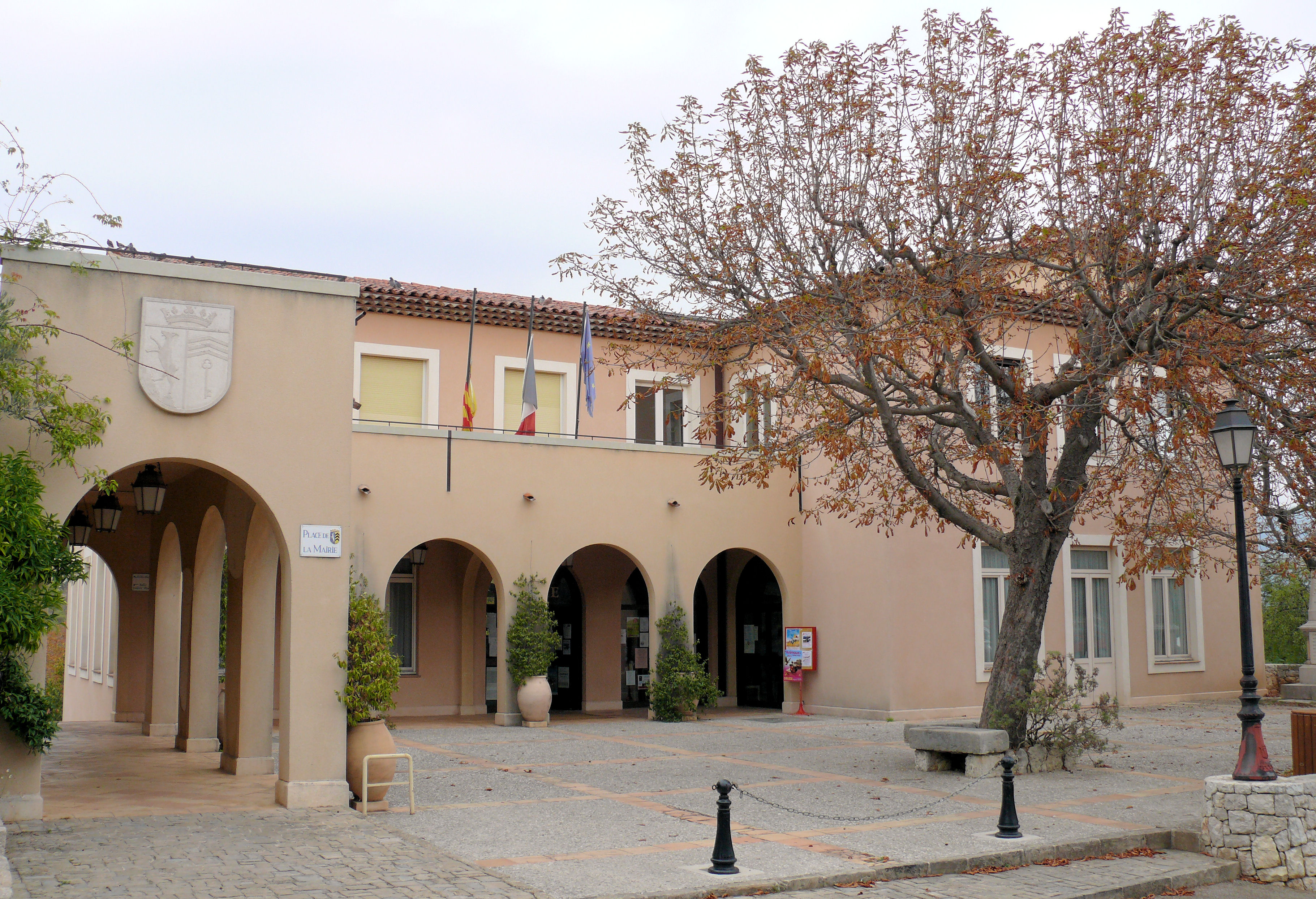
Mairie Cabris
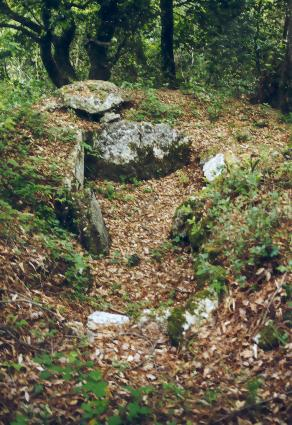
Dolmen von Pomeiret

## Sehenswürdigkeiten
Siehe: Liste der Monuments historiques in Cabris

## Trivia
Die Folge: „Das Floß an der Wand“ von 1969 der deutschen TV-Serie: „Graf Yoster gibt sich die Ehre“ spielt in Cabris. In dieser Folge soll eine unterirdische Raketenkontrollstation in Höhlen in der Umgebung von Cabris errichtet werden.